# Desoldador

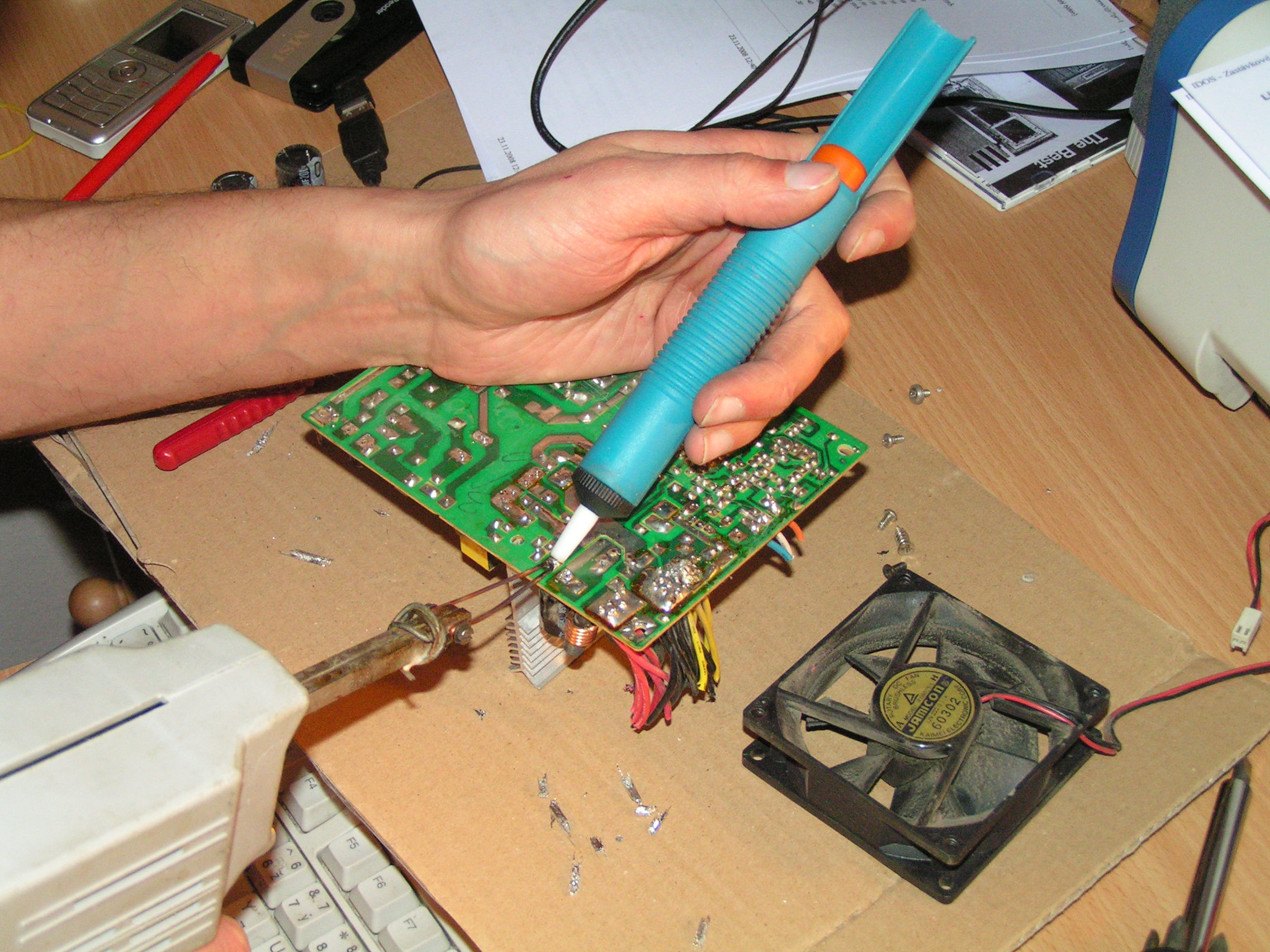
Aspiración de estaño haciendo uso de la bomba de aspiración.

Un desoldador (también llamado bomba de estaño) es un aspirador de estaño, una herramienta de apoyo al proceso de soldadura o desoldadura.
El nombre popular de esta herramienta es «desoldador de estaño», aunque el estaño es sólo uno de los componentes de la aleación de metales utilizado en la soldadura de componentes electrónicos. Desde el punto de vista técnico, se debería llamar aspirador de soldadura.
El desoldador tiene forma cilíndrica, con un pistón en el centro del cilindro tensado por un muelle helicoidal. En un extremo tiene la punta de succión de teflón (en general reemplazable). En el lado opuesto hay un mango para empujar el muelle con su fiador de disparo. En medio hay un depósito donde se hace el vacío que recoge el estaño.

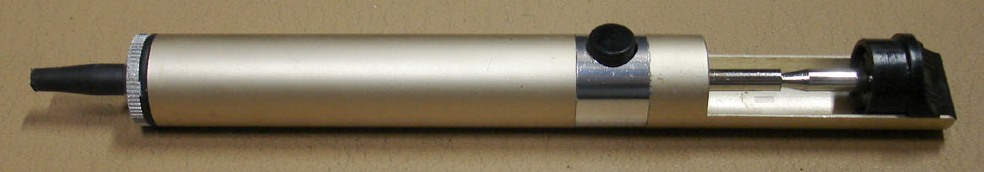
Desoldador de estaño típico.

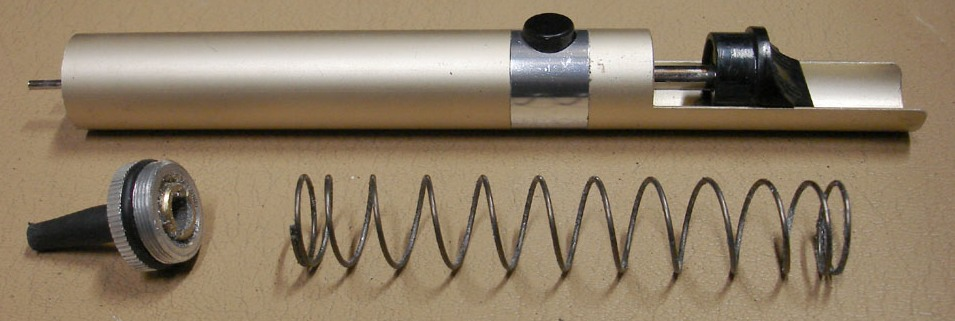
Desoldador de estaño, desmontado.

Su funcionamiento se basa en el principio de depresión causada por la liberación rápida del muelle del pistón. Para preparar la herramienta para el siguiente ciclo se ha de volver a armar.
Para utilizar el desoldador se acerca la punta de la herramienta al lugar de donde se quiere aspirar el estaño (previamente fundido con el soldador), y se presiona el botón del fiador. Si no se consigue retirar todo el estaño, hay que repetirlo varias veces.
La punta del desoldador suele ser de teflón. Aunque este material es resistente a las altas temperaturas, se va desgastando con el uso y de vez en cuando necesita ser reemplazado.